# Baguiani
Baguiani (en georgiano: ბაღიანი) o Bakatikau (en osetio: Бахъатыхъæу; en ruso: Бакатикау) es una aldea que pertenece a la parcialmente reconocida República de Osetia del Sur, parte del distrito de Znaur, aunque de iure pertenece al municipio de Tighvi de la región de Iberia Interior de Georgia.

## Geografía
Baguiani está situado a 10 kilómetros de Kornisi. 

## Historia
Baguiani estuvo incluida en el distrito de Znaur hasta 1991. Después de la guerra de Osetia del Sur (1991-1992), el pueblo quedó prácticamente desierto.

## Demografía
La evolución demográfica de Baguiani entre 1959 y 2015 fue la siguiente:
| 169                                                      | 128 | 97 |
| (Fuente: Population of South Ossetia since Soviet times) |     |    |

Según el censo soviético de 1959, la mayoría de la población local eran osetios. En los distintos censos, la composición étnica de la aldea era la siguiente:
|              | 1989      | 1989       |
| Grupo étnico | Población | Porcentaje |
| ------------ | --------- | ---------- |
| Georgianos   | 0         | 0%         |
| Osetios      | 128       | 100%       |
| Total        | 128       | 100%       |